# Vladimir Hirschmann
Pour les articles homonymes, voir Hirschman (homonymie).
Vladimir Hirschmann, Hirschman, Guirchman, ou Girshman (en russe : Владимир Осипович Гиршман), né le 26 août 1867 à Moscou, mort le 11 novembre 1936 à Paris, est un homme d'affaires juif russe, collectionneur et mécène. Le peintre Valentin Serov réalise son portrait en 1911. Il se trouve aujourd'hui à la galerie Tretiakov. 

## Biographie
Vladimir Hirschmann est né à Moscou le 26 août 1867 dans une famille de commerçants juifs. Ses parents sont des marchands de la première guilde, du nom de Ioussif Chimon Itsikovitch Hirschmann (1839—1905) et Charlotta Tetsner (1843—1925). Ils se sont installés à Moscou en provenance de Goldingen, dans le Gouvernement de Courlande. À Moscou, le père achète l'usine de production d'allumettes D. Vissotski et fonde à Kolioubakino, dans les environs de Moscou, en 1894, une fabrique d'aiguilles et la maison de commerce Hirschmann et fils. En 1865, les Hirschmann s'installent à la rue Ilinka dans la maison Voeikova.
Vladimir Hirschmann termine le cycle des cours de l'académie de science commerciale de Moscou, puis il reçoit de son père la fabrique d'aiguilles Hirschmann et fils à Kolioubakino dans le Gouvernement de Moscou. Sous sa direction, l'usine commence à fabriquer toutes sortes d'aiguilles depuis les aiguilles à tricoter jusqu'aux hameçons. Dans les années 1890, il devient, en plus de ses activités, collectionneur d'œuvres de peinture russe contemporaine et de meubles anciens.
Sa collection comprend surtout des œuvres de peintres russes réputés: Mikhaïl Vroubel (Le Démon assis), Victor Borissov-Moussatov (Gobelin), Alexandre Benois (Promenade du roi), Apollinaire Vasnetsov (Sur les rives du Dnieper), Mstislav Doboujinski (La Cour, Le Coin de Pétersbourg, La Poupée, la Fenêtre du salon de coiffure), Constantin Korovine (Dans le Caucase, la pause des alpinistes, Sur l'Oka, Dans l'atelier du peintre, Lanterne de papier), Boris Koustodiev ( Fête au village), Valentin Serov ( La Cour des paysans , Portrait du chanteur italien Francesco Tamano), Constantin Somov ( Portrait de N. Ober, Les Poètes, Paysage, L'Étang de broussailles, Au balcon, La Dame à la robe rose, Jeune fille assise, Portrait de Mikhaïl Kouzmine).
Hirschmann disposait dans sa collection de portraits de membres de sa famille. En plus de tableaux, il rassembla aussi des meubles anciens. Il en possédait 373. Sa collection se trouvait dans son hôtel particulier, avenue Miaznitskom, n° 6 (l'immeuble n'a pas été conservé).
Hirschmann est élu à vie membre du Salon d'automne. Il est un des fondateurs des salons de la libre esthétique (1906—1917). Il s'occupe, en 1915, de l'organisation d'une exposition des œuvres de Serov à Moscou quelques années après la mort du peintre .
Après la Révolution de Février de 1917, Hirschmann rejoint l'Union des collectionneurs d'art de Moscou, puis, en 1918, il en devient président. En 1918, il crée dans sa propriété un fonds muséal. En 1919, sa collection est confisquée et nationalisée et ses tableaux et meubles sont donnés à différents musées russes.
En 1918, Hirschmann ayant perdu tous ses biens émigre à Londres, puis plus tard à Paris. En France, il possède une boutique d'antiquités et d'art où il organise régulièrement des expositions de peintres russes.
Il est enterré au cimetière des Batignolles dans le 17e arrondissement de Paris.